# Галиакберов, Нажиб Закирович
Нажи́б Заки́рович Галиакбе́ров (каз. Нажиб Закирұлы Ғалиакберов; 1909—1985) — советский и казахстанский животновод.

## Биография
Окончил Алма-Атинский зооветеринарный институт (1932) и его аспирантуру (1934). 
В 1934—1951 годах — старший научный сотрудник, заведующий отделом, заместитель директора по научной работе КазНИИ животноводства. В 1951—1964 годах — заведующий сектором Казахского филиала ВАСХНИЛ. В 1964—1979 годах — начальник отдела животноводства главного управления науки МСХ Казахской ССР. 
Кандидат сельскохозяйственных наук (1944).

## Награды и премии
- Сталинская премия первой степени (1951) — за выведение новой породы крупного рогатого скота «Казахская белоголовая».
- три ордена «Знак Почёта»
- медали.

## Сочинения
- Галиакберов, Нажиб Закирович. Справочник зоотехника [Текст]. — (2-е изд., перераб. и доп.). — Алма-Ата : Кайнар, 1968. — 530 с. : ил.; 22 см.
- Повышение эффективности животноводства/Н. З. Галиакберов. — М.: Колос, 1967. — 304 с.
- Казахская белоголовая [Текст] / Н. З. Галиакберов, М. Ф. Гордиенко, Б. М. Мусин. - Алма-Ата : Каз. гос. изд-во, 1952. - 100 с. : ил.; 20 см.